# Rachael Sporn
Rachael Sporn (26 de maio de 1968) é uma ex-basquetebolista profissional australiana, medalhista olímpica.

## Carreira
Rachael Sporn integrou a Seleção Australiana de Basquetebol Feminino, em Atenas 2004, conquistando a medalha de prata.